# Liste der Monuments historiques in Saint-Séglin
Die Liste der Monuments historiques in Saint-Séglin führt die Monuments historiques in der französischen Gemeinde Saint-Séglin auf.

## Liste der Objekte
| Bezeichnung                   | Beschreibung           | Standort                       | Kennzeichnung | Schutzstatus | Datum | Bild |
| ----------------------------- | ---------------------- | ------------------------------ | ------------- | ------------ | ----- | ---- |
| Ölgemälde Anbetung der Hirten | 1736                   | in der Kirche St-Seglin (Lage) | PM35000327    | Inscrit      | 1974  |      |
| Friedhofskreuz                | Stein, 15. Jahrhundert | auf dem Friedhof               | PM35000905    | Classé       | 1908  |      |